# Bougnounou
Bougnounou è un dipartimento del Burkina Faso classificato come comune, situato nella provincia  di Ziro, facente parte della Regione del Centro-Ovest.
Il dipartimento si compone del capoluogo e di altri 19 villaggi: Bablanayou, Bélinayou, Bolo, Dana, Ginsenayou, Guelou, Keulou, Laré, Nessaguerou, Netiao, Pebiou, Sala, Salo, Sapo, Suné, Tempouré, Tiamien, Yalanayou, Zao.